# Экологическая геофизика
Экологическая геофизика — научное направление (раздел) экологической геологии, исследующее морфологические, ретроспективные и прогнозные задачи, связанные с изучением геофизических полей природного и техногенного происхождения, их отклонением от нормы и воздействием на биоту (живые организмы, включая человека).
Для этого привлекаются методы геофизики, геотектоники, сейсмотектоники и данные медико-биологических дисциплин. При этом также необходимо тесное сотрудничество с представителями медико-санитарной службы.